# توي للرحلات البحرية
توي للرحلات البحرية أو توي كروز (بالإنجليزية: TUI Cruises)‏ هي شركة رحلات بحرية مقرها في ألمانيا. تم تأسيسها في عام 2007 كمشروع مشترك بين شركة توي إيه جي السياحية الألمانية والمشغل الأمريكي لخطوط الرحلات البحرية مجموعة رويال كاريبيان، وكلاهما يمتلك حصة 50٪ في الشركة. بدأت الشركة عملياتها في عام 2009 لتنافس شركة الرحلات البحرية عايدة في السوق الألماني. باستهداف العملاء الناطقين باللغة الألمانية الذين يفضلون التجربة البحرية المتميزة. بما في ذلك المنتجات والطعام والترفيه والمرافق المصممة خصيصًا للأذواق الألمانية.

## إسطول الشركة
| الإسم        | الصناعة                           | الصانع                      | في الخدمة مع توي | الحمولة | العلم | تعليق                                    |  |
| ------------ | --------------------------------- | --------------------------- | ---------------- | ------- | ----- | ---------------------------------------- |  |
| ماين شيف هرز | 1997                              | ماير ويرفت                  | 2011             | 77,302  | مالطا | بإسم سلبرتي ميركور سابقا, ماين شيف 2     |  |
| ماين شيف 3   | 2014                              | إس تي إكس فنلندا            | 2014             | 99,526  | مالطا | أول سفينة بنيت خصيصا للشركة              |  |
| ماين شيف 4   | 2015                              | إس تي إكس فنلندا/ماير توركو | 2015             | 99,526  | مالطا |                                          |  |
| ماين شيف 5   | 2016                              | ماير توركو                  | 2016             | 98,785  | مالطا |                                          |  |
| ماين شيف 6   | 2017                              | ماير توركو                  | 2017             | 98,811  | مالطا |                                          |  |
| ماين شيف 1   | 2018                              | ماير توركو                  | 2018             | 111,500 | مالطا | الجيل الثاني من السفن                    |  |
| ماين شيف 2   | 2019                              | ماير توركو                  | 2019             | 111,500 | مالطا | السفينة الشقيقة لماين شيف 1              |  |
| ماين شيف 7   | 2024 كان الموعد في 2023 حسب الخطة | ماير توركو                  | 2024             | 112,982 | مالطا | السفينة الشقيقة لماين شيف 1 و ماين شيف 2 |  |

### سغن مستفبلية
| السفينة    | الرحلة الأولي | الصانع      | الحمولة | العلم | ملاحظة                                                                      |
| ---------- | ------------- | ----------- | ------- | ----- | --------------------------------------------------------------------------- |
| ماين شيف 8 | 2024          | فينكانتييري | 161,000 | مالطا | الجيل الثالث من الإسطول. أكبر سفن الإسطول وأول سفنها بالغاز الطبيعي المسال. |
| ماين شيف 9 | 2026          | فينكانتييري | 161,000 | مالطا | السفينة الشقيقة لماين شيف 8 وثاني سفنها بالغاز الطبيعي المسال               |

## وصلات خارجية
- الموقع الرسمي